# Ernst Lindner (Fußballspieler)
Ernst Lindner (* 11. März 1935 in Goldbeck in der Altmark; † 11. Oktober 2012 ebenda) war ein deutscher Fußballspieler. Er spielte sechsmal in der Fußballnationalmannschaft der DDR.

## Sportliche Laufbahn
Mit 12 Jahren begann Lindner bei der heimischen Sportgemeinschaft in Goldbeck, der späteren BSG Empor, Fußball zu spielen. Dem Juniorenalter entwachsen wechselte er 1953 vom Altmarkdorf in das Zentrum der Altmark, zum Oberligisten BSG Lokomotive in Stendal. Dort hinterließ er als Stürmer einen positiven Eindruck, sodass er zunächst im Mai 1954 in die DDR-Juniorenauswahl berufen und im Herbst des gleichen Jahres zur Fußballsektion des SC DHfK Leipzig delegiert wurde. Dort sollte er zusammen mit anderen Fußballtalenten zum Spitzensportler aufgebaut werden. Die beiden für dieses Projekt ins Leben gerufenen Mannschaften SC DHfK I und II konnten aber die erhofften Leistungen in der zweitklassigen DDR-Liga nicht erfüllen und wurden schon nach fünf Monaten wieder aufgelöst. Lindner gehörte nicht zu dem Kreis Spieler,  die an die Spitzenklubs Vorwärts und Dynamo Berlin weitergereicht wurden, und so versuchte er, beim Oberligisten SC Lok Leipzig Fuß zu fassen. Dort wurde er jedoch nur in zwei Spielen eingesetzt und so ging er nach dem Ende der Saison 1954/55 zu Lok Stendal zurück.
In der Heimat trumpfte Ernst Lindner anschließend groß auf. Nach der fünfmonatigen Übergangsrunde der Oberliga zur Umstellung auf die Kalenderjahr-Saison verhalf er seiner Mannschaft 1956 zum Rang 4, der besten Platzierung in der Geschichte der BSG und wurde mit 18 Treffern Torschützenkönig der Oberliga. Nach einem Spiel in der B-Nationalmannschaft im September 1956 kam er am 14. Oktober 1956 im Spiel Bulgarien – DDR (3:1) zu seinem ersten Einsatz in der A-Nationalmannschaft.
Diese Erfolge hatte auch sein erster Stendaler Trainer Oswald Pfau registriert, der inzwischen die Stuttgarter Kickers betreute. Er überredete Lindner, zu ihm nach Stuttgart zu kommen. Lindner folgte dem Ruf und ging Anfang 1957 illegal nach West-, fußballerisch Süddeutschland. Seitens der DDR ohne Freigabe und somit gesperrt, konnte er bei den Kickers jedoch nicht eingesetzt werden. Auch fand er eine niveauarme Mannschaft vor, die zum Saisonende nur knapp den Klassenerhalt schaffte und im folgenden Jahr, im Sommer 1958, aus der Oberliga Süd abstieg. Inzwischen reumütig nach Stendal zurückgekehrt, wurde Lindner als DDR-Flüchtling für den Rest des Jahres 1957 mit einer Spielsperre belegt und musste sich als Produktionsarbeiter beim Trägerbetrieb der BSG Lok, dem Reichsbahnausbesserungswerk, „bewähren“.
Zur Saison 1958 durfte Lindner wieder für Lok Stendal antreten. Nach seinen negativen Erfahrungen blieb er nun bodenständig. Auch als die Lok-Mannschaft in die Zweitklassigkeit musste, hielt er ihr die Treue und blieb bis zu seinem Karriereende 1971 in Stendal. 1964 wurde er von der Fußballzeitschrift „fuwo“ als spielstärkster Spieler der Saison ausgezeichnet. Nach seiner Rehabilitation wurde Lindner 1959 auch wieder in der Nationalmannschaft eingesetzt. Auf sein Konto kommen insgesamt 6 A- und 6 B-Länderspiele. In der Oberliga bestritt er 242 Punktspiele (davon 2 für den SC Lok Leipzig) und erzielte 36 Tore (alle für Stendal). Damit steht er bei der BSG Lok Stendal sowohl bei Oberligapunktspielen als auch bei Oberligatoren an der Spitze.
Nach seiner Spielerkarriere kehrte er nach Goldbeck zurück, um unter anderem als Trainer der 1. Mannschaft (bis 1992) zu wirken. Er verstarb am 11. Oktober 2012.